# Antonio Resines
Antonio Resines, właściwie Antonio Fernández Resines (ur. 7 sierpnia 1954 w miejscowości Torrelavega) – hiszpański aktor. Syn José Ramóna – adwokata i Amalii – gospodyni domowej. Wraz z rozpoczęciem studiów prawniczych, a potem informatyki przeniósł się do Madrytu, gdzie mieszka do dziś.

## Wybrana filmografia
- Filmy:
  - Ópera prima jako León (1980)
  - La colmena (Ul) jako Pepe El Astilla (1982)
  - Café, coca y puro (1984)
  - Sé infiel y no mires con quién (Urocza rozwiązłość) jako Fernando (1985)
  - La vida alegre jako Antonio (1987)
  - Cómo ser mujer y no morir en el intento (Jak być kobietą i przetrwać) jako antonio (1991)
  - Todos los hombres sois iguales (Wszyscy mężczyźni są tacy sami) jako Matolo (1994)
  - La buena estrella jako Rafael (1997) – 1 nominacja do Nagrody Goya
  - La niña de tus ojos (Dziewczyna marzeń) jako Blas Fontiveros (1998) – 1 nominacja do Nagrody Goya
  - El robo más grande jamás contado (Największa kradzież, o której nie opowiedziano) jako Santo (2002)
  - Al sur de Granada (Na południe od Grenady) jako Don Virgilio (2003)
  - Otros días vendrán (Nadejdą inne dni) jako Luis (2005)
  - Celda 211 jako José Utrilla (2009) – 1 nominacja do Nagrody Goya
  - La daga de Rasputín (Sztylet Rasputina) (2011)

- Seriale:
  - Los Serrano (Rodzina Serrano) jako Diego Serrano (2003–2008)
  - A las once en casa (O 11 w domu) (1998–1999)
  - Soledad (Samotność) jako Manuel Hernández, debiut w produkcji Meksykańskiej (2011)